# Seduri (Balong Bendo)
Seduri is een bestuurslaag in het regentschap Sidoarjo van de provincie Oost-Java, Indonesië. Seduri telt 2688 inwoners (volkstelling 2010).